# Kazuo Echigo
Kazuo Echigo (Prefettura di Mie, 28 dicembre 1965) è un ex calciatore giapponese, di ruolo centrocampista.